# Diocèse de Dapaong
Le Diocèse de Dapaong (Dioecesis Dapaonganus) est une église particulière de l'Église catholique au Togo, dont le siège est à Dapaong dans la Cathédrale Saint-Charles-Lwanga.

## Évêques
L'évêque actuel est Dominique Banlène Guigbile depuis le 15 novembre 2016.

## Territoire
Il comprend toute la région des Savanes. Il est subdivisé en cinq doyennés :  Dapaong, Bombouaka, Mango, Korbongou et Cinkassé pour dix-neuf paroisses et compte près de 100 000 chrétiens baptisés ou catéchumènes.

## Histoire
Le 6 juillet 1952, le poste de Dapaong, dépendant de la paroisse de Bombouaka, devient quasi-paroisse.
Le 1er mars 1960 est érigée la Préfecture apostolique de Dapango depuis le diocèse de Sokodé.
Le 6 juillet 1965 elle est élevée au rang de diocèse sous le nom Diocèse de Dapango. Le frère Pierre Barthélémy Hanrion, franciscain, alors préfet apostolique, en devient le premier évêque.
Le 29 juin 1968, la cathédrale Saint-Charles-Lwanga est consacrée par Mgr Dosseh-Anyron, archevêque de Lomé.
Le 3 décembre 1990, le diocèse est renommé Diocèse de Dapaong.